# Liste der Bodendenkmale in Oerel
In der Liste der Bodendenkmale in Oerel sind die Bodendenkmale der niedersächsischen Gemeinde Oerel aufgeführt. Die Quelle ist der Denkmalatlas Niedersachsen. 
Der Stand der Liste ist der 13. Dezember 2024.
Allgemein

Oerel im Landkreis Rotenburg (Wümme)

In den Spalten finden sich folgende Informationen des Bodendenkmales:
Lagegeographische Koordinaten
BezeichnungBezeichnung lt. Denkmalatlas
BeschreibungBeschreibung lt. Denkmalatlas
IDObjekt-ID
BildBild, ggf. zusätzlich mit Link zu weiteren Fotos im Medienarchiv Wikimedia Commons.

## Barchel
| Lage                        | Bezeichnung           | Beschreibung | ID       | Bild |
| --------------------------- | --------------------- | --- | -------- | ---- |
| 53° 29′ 1″ N, 9° 0′ 38″ O   | Barchel 7, Grabhügel  | Durchmesser ca. 18 m und Höhe ca. 1 m. Annähernd rund. Am West-Rand angeschnitten. Teil einer langgestreckten Reihe von – heute weitgehend zerstörten – Grabhügeln zwischen der Niederung der Geeste und dem Südrand des Kattrepelsmoores. | 28967909 | BW   |
| 53° 29′ 16″ N, 9° 0′ 8″ O   | Barchel 21, Grabhügel | Durchmesser ca. 12 m und Höhe ca. 0,6 m. Rund. Auf der Hügelkuppe ein alter Tierbau. Alte Eingrabungen wurden 1980 verfüllt. 1932 zwei Urnengräber in Steinpackungen freigelegt. Eine der Urnen enthielt Beigaben der jüngeren Bronzezeit. | 28967914 | BW   |
| 53° 29′ 20″ N, 9° 0′ 4″ O   | Barchel 22, Grabhügel | Durchmesser ca. 12 m und Höhe ca. 0,9 m. Ehemals annähernd rund. Vom Südwest-Bereich ca. ein Drittel durch alte Erdentnahme abgetragen. Nordost-Rand durch Fahrspuren beschädigt. | 28967912 | BW   |
| 53° 29′ 22″ N, 8° 59′ 56″ O | Barchel 23, Grabhügel | Durchmesser ca. 20 m und Höhe ca. 1,5 m. Ebenmäßig hoch gewölbt. Rand abgesetzt und an Ost- und Nord-Seite durch alte Abgrabungen angeschnitten. Kopfstich in der Kuppe und kleinere und größere Eingrabungen. In den 1920er Jahren wurde Steineinfassung aus größeren Findlingsblöcken freigelegt und teilweise entfernt. Im Westen grenzt Sandgrube an. Nordost-Rand durch Fahrspuren beschädigt. | 28967916 | BW   |

## Glinde
| Lage                      | Bezeichnung         | Beschreibung | ID       | Bild |
| ------------------------- | ------------------- | --- | -------- | ---- |
| 53° 29′ 44″ N, 9° 5′ 3″ O | Glinde 1, Grabhügel | Durchmesser ca. 11,6 m und Höhe ca. 0,6 m. Ebenmäßig gewölbt, Rand allmählich auslaufend. Ost-Seite alt abgetragen. Süd-Rand beim Straßenbau angeschnitten und zerstört. | 28970375 | BW   |
| 53° 29′ 44″ N, 9° 5′ 1″ O | Glinde 2, Grabhügel | Durchmesser ca. 14 m und Höhe ca. 0,7 m. Ebenmäßig gewölbt; Rand allmählich auslaufend.                                                                                  | 28970380 | BW   |

## Oerel
| Lage                        | Bezeichnung         | Beschreibung | ID       | Bild |
| --------------------------- | ------------------- | --- | -------- | ---- |
| 53° 29′ 37″ N, 9° 3′ 53″ O  | Oerel 1, Grabhügel  | Durchmesser ca. 30 m und Höhe ca. 3 m. Rand abgesetzt. Oberfläche stark zerklüftet. Nord-Ost-Bereich durch alten Abtrag zerstört.                                                  | 28969387 | BW   |
| 53° 29′ 38″ N, 9° 3′ 29″ O  | Oerel 2, Grabhügel  | Durchmesser ca. 20 m und Höhe ca. 1,6 m. Hoch gewölbt, Mitte abgeflacht; Rand abgesetzt, im Osten angeschnitten. Im Zentrum große rechteckige Eingrabung, ca. 2 × 2,5 m, T. 0,6 m. | 28972578 | BW   |
| 53° 29′ 57″ N, 8° 59′ 46″ O | Oerel 16, Grabhügel | Durchmesser ca. 6 m und Höhe ca. 0,3 m. Rund. | 28970736 | BW   |
| 53° 29′ 54″ N, 8° 59′ 36″ O | Oerel 20, Grabhügel | Durchmesser ca. 7 m und Höhe ca. 0,3 m. Rund. | 28969381 | BW   |
| 53° 29′ 53″ N, 8° 59′ 37″ O | Oerel 21, Grabhügel | Durchmesser ca. 10 m und Höhe ca. 0,4 m. Rund. Große Mulde in der Kuppe. | 28969380 | BW   |
| 53° 30′ 1″ N, 8° 59′ 45″ O  | Oerel 22, Grabhügel | Durchmesser ca. 8 m und Höhe ca. 0,4 m. Rund. | 28969384 | BW   |
| 53° 29′ 56″ N, 8° 59′ 37″ O | Oerel 25, Grabhügel | Durchmesser ca. 12 m und Höhe ca. 0,8 m. Rund. Flache Einsenkung am Nord-West-Rand.                                                                                                | 28969382 | BW   |
| 53° 29′ 39″ N, 9° 0′ 32″ O  | Oerel 29, Grabhügel | Durchmesser ca. 9 m und Höhe ca. 0,5 m. Flach, Rand flach auslaufend. Zahlreiche Einsenkungen durch Kaninchenlöcher.                                                               | 28971250 | BW   |
| 53° 28′ 22″ N, 9° 4′ 19″ O  | Oerel 48, Grabhügel | Durchmesser ca. 17 m und Höhe ca. 1,1 m. Ebenmäßig flach gewölbt, Rand allmählich auslaufend. Über die West-Hälfte in Nord-Süd-Richtung alter, flacher Forstgraben und Wall.       | 28970985 | BW   |

### Oerel 14
- ID:28970744
- Gruppe von 7 Grabhügeln mit Dm. 6 – 13 m und H. 0,3 – 0,9 m.

| Lage                        | Bezeichnung | Beschreibung | ID       | Bild |
| --------------------------- | ----------- | --- | -------- | ---- |
| 53° 29′ 57″ N, 8° 59′ 47″ O | Oerel 14    | Durchmesser ca. 13 m und Höhe ca. 0,9 m. Fast rund. | 28970492 | BW   |
| 53° 29′ 57″ N, 8° 59′ 46″ O | Oerel 15    | Durchmesser ca. 10 m und Höhe ca. 0,4 m. Rund. Kuppe abgeflacht. Auf der Kuppe flache Mulde.                                                            | 28970735 | BW   |
| 53° 29′ 57″ N, 8° 59′ 46″ O | Oerel 16    | Durchmesser ca. 6 m und Höhe ca. 0,3 m. Rund. | 28970736 | BW   |
| 53° 29′ 56″ N, 8° 59′ 46″ O | Oerel 17    | Durchmesser ca. 6 m und Höhe ca. 0,3 m. Rund. Störung durch Tierbau.                                                                                    | 28970740 | BW   |
| 53° 29′ 56″ N, 8° 59′ 48″ O | Oerel 92    | Durchmesser ca. 10 m und Höhe ca. 0,7 m. Annähernd rund. Ebenmäßig gewölbt. Rand deutlich abgesetzt, nach Südwesten auslaufend.                         | 28970741 | BW   |
| 53° 29′ 57″ N, 8° 59′ 49″ O | Oerel 93    | Durchmesser ca. 10 m und Höhe ca. 0,3 m. Annähernd rund. Rand flach auslaufend. In der Oberfläche Einkuhlungen, besonders im nordöstlichen Bereich.     | 28970730 | BW   |
| 53° 29′ 56″ N, 8° 59′ 50″ O | Oerel 94    | Durchmesser ca. 9 m und Höhe ca. 0,3 m. Annähernd rund. Rand flach auslaufend. Einkuhlung im Zentrum; Störung durch Forstschneise im südlichen Bereich. | 28970743 | BW   |

### Oerel 18
- ID:28971247
- Gruppe von drei Grabhügeln; Dm. 10 – 12 m, H. 0,3 – 0,8 m.

| Lage                        | Bezeichnung | Beschreibung | ID       | Bild |
| --------------------------- | ----------- | --- | -------- | ---- |
| 53° 29′ 51″ N, 8° 59′ 48″ O | Oerel 18    | Durchmesser ca. 10 m und Höhe ca. 0,4 m. Rund.                                                                            | 28971240 | BW   |
| 53° 29′ 51″ N, 8° 59′ 46″ O | Oerel 19    | Durchmesser ca. 10 m und Höhe ca. 0,3 m. Rund.                                                                            | 28971242 | BW   |
| 53° 29′ 52″ N, 8° 59′ 49″ O | Oerel 24    | Durchmesser ca. 12 m und Höhe ca. 0,8 m. Rundlich. 1924 wurden kopf- und faustgroße Steine einer Steinpackung freigelegt. | 28971243 | BW   |

### Oerel 26
- ID:28970755
- Gruppe von drei Großsteingräbern mit Nordost-Südwest-Ausrichtung, die einst größere Steinkammern enthielten. Es sollen sich gewaltige Blöcke darin befunden haben. Die Steine wurden wahrscheinlich in den 40 – 80er Jahren des 19. Jh. zur Gewinnung von Baumaterial entfernt. Erhalten sind die Erdanschüttungen von 17,4 – 24 m × 12,5 – 16 m.

| Lage                        | Bezeichnung | Beschreibung | ID       | Bild           |
| --------------------------- | ----------- | --- | -------- | -------------- |
| 53° 29′ 38″ N, 8° 59′ 42″ O | Oerel 26    | Träger- und Decksteine der Steinkammer sind nicht mehr vorhanden. Es sollen z.T. große Findlingsblöcke dabei gewesen sein. Die Kammer ist rechteckig mit Nordost-Südwest-Ausrichtung und etwa 1 m in den Boden eingetieft. Um sie herum ein ca. 1 m hoher Erdaufwurf mit Durchlässen für den Abtransport der Findlinge. Kammer-Maße innen 8,2 × 3,4 m, außen 17,8 × 14,5 m. Im Kammerraum Granitgrus und -stücke. | 28970747 | BW             |
| 53° 29′ 36″ N, 8° 59′ 38″ O | Oerel 27    | Träger- und Decksteine der Steinkammer sind nicht mehr vorhanden. Es sollen z.T. große Findlingsblöcke dabei gewesen sein. Die Kammer ist rechteckig mit Nordost-Südwest-Ausrichtung und etwa 1,2 m in den Boden eingetieft. Um sie herum ein ca. 1 m hoher Erdaufwurf mit Lücken für den Abtransport der Findlinge. Kammer-Maße innen 7,8 × 2,8 m, außen 16 × 17,4 m. In der Kammer etwas Granitgrus und Stücke zerschlagenen Granits.                                                                                           | 28970752 | Weitere Bilder |
| 53° 29′ 37″ N, 8° 59′ 36″ O | Oerel 28    | Träger- und Decksteine der Steinkammer sind nicht mehr vorhanden. Es sollen z.T. große Findlingsblöcke dabei gewesen sein. An einigen Stellen sind die Vertiefungen zu erkennen, in denen Trägersteine gestanden haben. Beim Entfernen der Steine wurde der Hügelabraum innerhalb der Kammer umgesetzt. Um das Grab herum besteht nur ein schwacher Wall. Die Kammer ist rechteckig mit Nordost-Südwest-Ausrichtung. Kammer-Maße innen 14 × 4,1 m, außen 24 × 12,5 m. In den erkennbaren Kammerabschnitten liegen Gesteinsstücke. | 28970753 | BW             |

### Oerel 30
- ID:28970874
- Grabhügelfeld mit ehemals acht Hügeln, von denen vier zumindest teilweise noch mit  Dm. 10 – 17 m; H. 0,5 – 1,2 m erhalten sind. Die anderen vier Hügel westlich der Straße waren bereits 1943 weitgehend zerstört.

| Lage                      | Bezeichnung | Beschreibung | ID       | Bild |
| ------------------------- | ----------- | --- | -------- | ---- |
| 53° 28′ 29″ N, 9° 4′ 5″ O | Oerel 30    | Durchmesser ca. 14 m und Höhe ca. 1,2 m. Ebenmäßig gewölbt, Kuppe abgeflacht, Rand abgesetzt. In der Mitte alte, verwaschene Eingrabung. | 28970857 | BW   |
| 53° 28′ 28″ N, 9° 4′ 6″ O | Oerel 31    | Durchmesser ca. 11 m und Höhe ca. 0,4 m. Ehemals rund. Nordhälfte von Grenzwall und Weg zerstört.                                        | 28970860 | BW   |
| 53° 28′ 28″ N, 9° 4′ 6″ O | Oerel 32    | Länglich-flach. Dm. in Nord-Süd-Richtung 13 m, in Ost-West-Richtung 17 m; H. 0,5 m.                                                      | 28970867 | BW   |
| 53° 28′ 28″ N, 9° 4′ 5″ O | Oerel 49    | Durchmesser ca. 10 m und Höhe ca. 0,5 m. Ehemals rund. West-Hälfte durch Grenzgraben und Weg zerstört.                                   | 28970868 | BW   |